# Мэр Ярославля
Глава города Ярославль — высшее должностное лицо Ярославля. Является главой исполнительной власти города. 
Избирается на 5 лет муниципалитетом города из числа кандидатов, представленных конкурсной комиссией по результатам конкурса. Порядок проведения конкурса по отбору кандидатур на должность мэра города устанавливается муниципалитетом города.

## Полномочия мэра Ярославля
В обязанности мэра Ярославля входит:
- осуществление организации работы мэрии Ярославля;
- определение структуры мэрии и согласование с муниципалитетом Ярославля;
- определение функций и полномочий структурных подразделений мэрии;
- принятие решения о городском референдуме;
- представление мэрии с органами местного самоуправления других муниципальных образований, органами государственной власти, гражданами и организациями;
- осуществление регистрации уставов территориального общественного самоуправления;
- организация приёма граждан, рассмотрений заявлений, предложений и жалоб граждан, принятие по ним решений;
- внесение на рассмотрение муниципалитета Ярославля проект бюджета города;
- принятие решения о подготовке и утверждение проекта генерального плана города;
- осуществление представлений к награждению наградами города и присуждению почетных званий города;

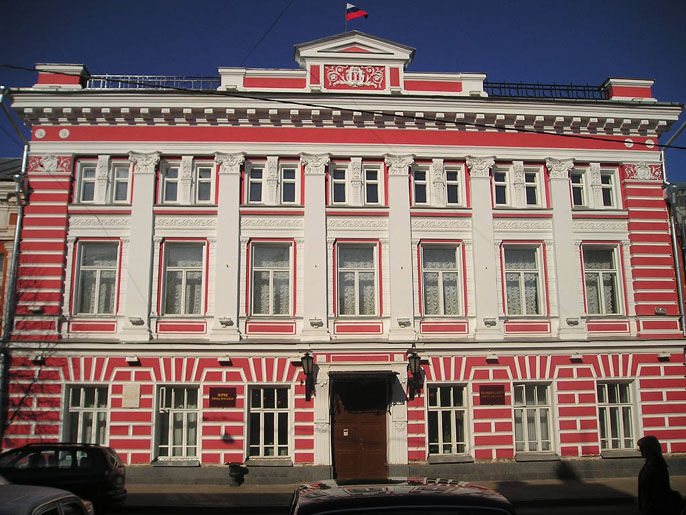
Здание мэрии Ярославля (улица Андропова, 6). Бывший дом вице-губернатора и здание Губернской земской управы, возведенный в 80-е годы XVIII века[4].

## Мэры Ярославля с 1991 года
| №    | Мэр                  | Фотография | Период руководства | Период руководства | Партийность | Партийность           | Примечание |
| ---- | -------------------- | ---------- | ------------------ | ------------------ | ----------- | --------------------- | --- |
| 1    | Виктор Волончунас    |            | 18 декабря 1991    | 25 мая 2012        |             | Единая Россия         | |
| 2    | Евгений Урлашов      |            | 26 мая 2012        | 20 января 2017     |             | Гражданская платформа | 5 июля 2013 года арестован по обвинению в покушении на получение взятки, 18 июля 2013 года решением Басманного суда города Москвы был временно отстранён от должности мэра до вынесения приговора суда, который был оглашен 3 августа 2016 года.                               |
| и.о. | Олег Виноградов      |            | 12 июля 2013       | 22 июля 2013       |             | Гражданская платформа | Назначен Е.Р. Урлашовым временно исполняющим обязанности мэра. |
| и.о. | Александр Нечаев     |            | 22 июля 2013       | 3 июня 2015        |             | Единая Россия         | Назначен временно исполняющим обязанности мэра после отставки Виноградова. |
| и.о. | Николай Степанов     |            | 1 июня 2015        | 3 июня 2015        |             | Беспартийный          | Назначен временно исполняющим обязанности мэра после отставки Нечаева. |
| и.о. | Алексей Малютин      |            | 3 июня 2015        | 21 сентября 2016   |             | Единая Россия         | Назначен временно исполняющим обязанности мэра после отставки Степанова. |
| 3    | Владимир Слепцов     |            | 21 сентября 2016   | 3 октября 2018     |             | Единая Россия         | Временно исполняющий обязанности мэра с 21 сентября 2016 и мэр с 1 марта 2017. |
| 4    | Владимир Волков      |            | 4 октября 2018     | 17 мая 2022        |             | Единая Россия         | Временно исполняющий обязанности мэра с 4 октября 2018, назначен Владимиром Слепцовым своим заместителем в последний день полномочий и автоматически ставший и.о. мэра после отставки Слепцова. Назначен депутатами муниципалитета г. Ярославля мэром города 5 декабря 2018 г. |
| и.о. | Илья Мотовилов       |            | 18 мая 2022        | 5 июня 2022        |             | Единая Россия         | Назначен временно исполняющим обязанности мэра после отставки Волкова. |
| и.о. | Александр Черневский |            | 6 июня 2022        | 14 июня 2022       |             | Единая Россия         | Назначен временно исполняющим обязанности мэра после того, как Мотовилов ушел в отпуск. |
| и.о. | Вячеслав Гаврилов    |            | 15 июня 2022       | -                  |             | Единая Россия         | Назначен временно исполняющим обязанности мэра после того, как была изменена схема замещения должности и.о. мэра. |